# Ethusina alba
Ethusina alba is een krabbensoort uit de familie van de Ethusidae. De wetenschappelijke naam van de soort is voor het eerst geldig gepubliceerd in 1884 door Filhol.